# 12350 Feuchtwanger
12350 Feuchtwanger este un asteroid din centura principală de asteroizi.

## Descriere
12350 Feuchtwanger este un asteroid din centura principală de asteroizi. A fost descoperit pe 23 aprilie 1993 la Tautenburg de Freimut Börngen. Asteroidul prezintă o orbită caracterizată de o semiaxă mare de 2,55 ua, o excentricitate de 0,16 și o înclinație de 6,3° în raport cu ecliptica.